# БК „Панатинайкос“
„Панатинайкос“ е гръцки баскетболен отбор, основан през 1937 г. Състезава се в гръцката Баскет лига и Евролигата. „Панатинайкос“ е най-успешният гръцки клуб с 39 шампионски титли на страната и 20 купи на Гърция. Освен това отборът е печелил Евролигата 6 пъти, както и Междуконтиненталната купа на ФИБА веднъж.

## История
Баскетболният отбор Панатинайкос е официално основан през 1937 г.  След Втората световна война „зелените“ стават един от най-силните тимове в страната, като печелят шампионските титли през 1946, 1947, 1950 и 1951 г. Играчи като Йоанис Ламбру, Мисас Пантазопулос, Стелиос Арванитис са в основата на успехите. След титлата през 1954 г. обаче започва спад и в следващите пет сезона няма спечелен трофей.
През 1961 г. ПАО отново печели титлата и на следващата година дебютира в Купата на Европейските шампиони. „Зелените“ отпадат още в първия кръг от Апоел (Тел Авив). В края на 60-те тимът печели две титли (1967 и 1969) и достига полуфинал в Купата на Европейските шампиони, отстъпвайки на Динамо Тбилиси.
Периодът между 1970 и 1984 г. е смятан за златните години на Панатинайкос. През това време „детелините“ печелят 10 титли, водени от тандема „4К“ (Апостолос Контос, Такис Коронеос, Димитрис Коколакис и Христос Кефалос). В края на 80-те години обаче „зелените“ са в спад и не успяват да постигнат нищо значимо.
През 1988 г. в гръцкото първенство става разрешено да се извяват чужденци. ПАО привлича игралият в НБА Едгар Джоунс, който в следващите два сезона става лидер на тима. През 1990 г. е привлечен и Едгар Джоунс, който впоследствие прави силна кариера в САЩ.
През 1992 г. започва възраждането на тима, като е привлечен Никос Галис. Легендата на гръцкия баскетбол извежда ПАО до спечелване на купата. През сезон 1993/94 към тима се присъединява и Александър Волков и Панатинайкос стига до полуфиналите на Купата на Европейските шампиони.
През 1996 г. Панатинайкос за първи път печели европейската клубна титла. Основна роля за успеха изиграва Доминик Уилкинс, който в единствения си сезон извън НБА носи екипа на ПАО. Тимът побеждава Барселона на финала. Освен това е спечелна Междуконтиненталната купа на ФИБА. След слаб сезон 1996/97 треньорът Божидар Малкович е заменен от Свободан Суботич. Привлечени са Дино Раджа и Байрон Скот, а тимът отново става шампион на Гърция през 1998 г.
През 1999 г. начело на тима застава Желко Обрадович. Под ръководството на сръбския треньор Панатинайкос става един от най-силните тимове в Европа. Обрадович усява да изгради отбор около Деян Бодирога, както и Димитрис Диамантидис и Дарил Мидълтън. През 2000 и 2002 г. ПАО печели Евролигата. Между 2003 и 2011 г. "детелините" печелят 9 поредни титли на Гърция. През 2007 г. отново Панатинайкос печели Евролигата, а Рамунас Шишкаускас става MVP на турнира. През 2011 г. Панатинайкос печели шестата си Евролига.

## Успехи
- Гръцка Баскет лига - 1945–46, 1946–47, 1949–50, 1950–51, 1953–54, 1960–61, 1961–62, 1966–67, 1968–69, 1970–71, 1971–72, 1972–73, 1973–74, 1974–75, 1976–77, 1979–80, 1980–81, 1981–82, 1983–84, 1997–98, 1998–99, 1999–00, 2000–01, 2002–03, 2003–04, 2004–05, 2005–06, 2006–07, 2007–08, 2008–09, 2009–10, 2010–11, 2012–13, 2013–14, 2016–17, 2017–18, 2018–19, 2019–20, 2020–21[1]
- Купа на Гърция - 1978–79, 1981–82, 1982–83, 1985–86, 1992–93, 1995–96, 2002–03, 2004–05, 2005–06, 2006–07, 2007–08, 2008–09, 2011–12, 2012–13, 2013–14, 2014–15, 2015–16, 2016–17, 2018–19, 2020–21
- Суперкупа на Гърция - 2021
- Евролига -  1995–96, 1999–00, 2001–02, 2006–07, 2008–09, 2010–11
- Междуконтинентална купа на ФИБА - 1996

## Състав
| №        |         | Играч                       | Позиция                | Ръст    | Тегло   |
| Гардове  | Гардове | Гардове                     | Гардове                | Гардове | Гардове |
| -------- | ------- | --------------------------- | ---------------------- | ------- | ------- |
| 3        |         | Нейт Уолтърс                | Пойнт гард             | 193 cm. | 86 kg   |
| 5        |         | Лий Парис                   | Пойнт гард             | 183 cm. | 84 kg   |
| 7        |         | Лефтерис Бочоридис          | Шутинг гард            | 196 cm. | 91 kg.  |
| 12       |         | Андрю Андрюс                | Шутинг гард            | 188 cm  | 91 kg   |
| 21       |         | Неокис Авладас              | Шутинг гард            | 196 cm  |         |
| 0        |         | Панайотис Калайцакис        | Шутинг гард            | 200 cm  | 85 kg   |
| 16       |         | Йоргос Калайцакис           | Шутинг гард            | 201 cm  | 87 kg   |
| 40       |         | Мариус Григорис             | Шутинг гард/Леко крило | 198 cm  | 93 kg   |
| Крила    |         |                             |                        |         |         |
| 37       |         | Матеуш Понитка              | Леко крило             | 198 cm  | 93 kg   |
| 72       |         | Лефтерис Мандзукас          | Леко крило             | 207 cm  | 100 kg  |
| 4        |         | Дерик Уилямс                | Тежко крило            | 203 cm  | 109 kg  |
| 20       |         | Александрос Самодуров       | Тежко крило            | 210 cm  | 95 kg   |
| 33       |         | Никос Чоуказ                | Тежко крило            | 208 cm  | 100 kg  |
| Центрове |         |                             |                        |         |         |
| 6        |         | Йоргос Пападжанис (капитан) | Център                 | 221 cm  | 136 kg  |
| 77       |         | Артурас Гудайтис            | Център                 | 208 cm  | 115 kg  |

## Известни баскетболисти
- Фаидон Матайоу
- Йоргос Колокитас
- Такис Коронеос
- Крис Кефалос
- Мемос Йоаниу
- Давид Стергакос
- Фрагискос Алвертис
- Антонио Дейвис
- Никос Галис
- Стоян Вранкович
- Доминик Уилкинс
- Панайотис Яниякис
- Дино Раджа
- Байрън Скот
- Фанис Христодолу
- Антонис Фоцис
- Деян Бодирога
- Желко Ребрача
- Дарил Мидълтън
- Одед Каташ
- Майк Батист
- Димитрис Диамантидис
- Тони Делк
- Шарунас Ясикевичус
- Рамунас Шишкаускас
- Ник Калатес
- Джеймс Гист